# Jean-Pierre Vickoff
Jean-Pierre Vickoff, né le 29 mai 1949 à Ecquevilly, en France, est un praticien franco-canadien du pilotage de projets et du développement des systèmes d’information. Informaticien de formation, il réalise parallèlement à ses activités salariées des recherches sur le management de projet, et plus particulièrement sur les méthodes Agiles.

## Biographie

### Début de carrière
Jean-Pierre Vickoff commence sa carrière en 1965. Il travaille comme informaticien analyste programmeur dans une entreprise de BTP puis dans un établissement financier avant de se revendiquer « chercheur indépendant en méthodologies » du pilotage de projet.

À partir de 1979, il se focalise sur la structuration des langages de programmation et publie sur les méthodes de programmation, dans 01 informatique, Le Monde informatique, Informatique et Systèmes ou Temps Réel. En 1981, il défend le COBOL face aux nouveaux langages de programmation en insistant sur l'importance de la pré-programmation dans la conception des programmes. Il estime que la programmation structurée appliquée au COBOL n'est pas « suffisante en la matière » : il propose alors de générer les parties répétitives d'un programme.Jean-Pierre Vickoff présente cette méthode comme « une synthèse de bonnes recettes et d'astuces ». Il milite pour le développement d'un « super éditeur COBOL » afin d'automatiser l'utilisation de ces éléments mais dit être confronté à l'immobilisme des constructeurs. Il le réalise donc lui-même et le fait référencer par le CXP Group.  

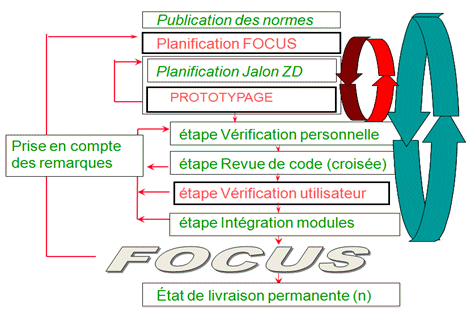
RAD Qualité technique

De 1983 à 1993 Jean-Pierre Vickoff travaille en Amérique du Nord, essentiellement pour Hydro-Québec, Abbott et Bell Mobilité Cellulaire, sur les approches liée au management par la qualité (Lean, TQM),. Il se spécialise alors sur les outils graphiques permettant la mise en œuvre des approches dites « incrémentales - itératives – adaptatives » à la base de l’émergence des méthodes agiles,,,.

### Le développement rapide d'application (RAD)
De retour en France à partir de 1994, ses communications , recommandent l'emploi de la méthode  RAD, la première (1991) des méthodes de  pilotage de  projet qui se qualifieront ensuite d' « Agile » en 2001. Il préconise des compléments et des actualisations  et en fait évoluer les techniques pour l'appliquer aux grands projets. Le Gartner Group  le  publie alors régulièrement ,,,,,,, et lui dédie une interview vidéo analysant l'évolution de cette méthode  puis lui commande un rapport de conseil pour en détailler  la mise en œuvre.
En 1998,  l'AFITEP (association francophone des ingénieurs en techniques d'évaluations de projet), sélectionne une de ses conférences (Dichotomie maîtrise d'œuvre / maîtrise d'ouvrage) à la suite de laquelle il présidera en 1999 une commission dédiée à l'amélioration des outils et techniques de conduite de projets (en particulier l'estimation des coûts et la gestion du risque dans un contexte itératif). À partir de ces travaux, il développe  bénévolement Évaluateur-RAD, un logiciel d'estimation de charges . En 2000, il écrit un livre sur l'évolution nécessaire de la conduite de projet classique face aux développements nécessités par l'économie numérique,.

### Les méthodes Agiles

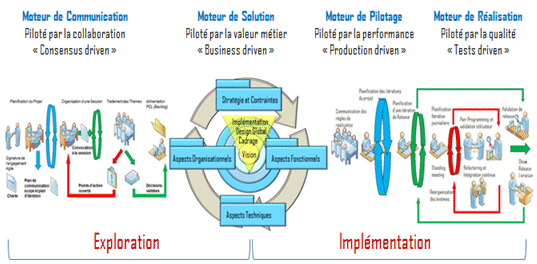
PUMA Essentiel

À la suite de la publication de l’Agile Manifesto, il communique sur le nouveau terme "Agile"   et rédige la communication initiale traitant de Puma (proposition pour l'unification des méthodes agiles). Cette proposition de composition d'une méthode « à la carte » libre et ouverte fut ensuite publiée à partir de 2002 dans plusieurs publications dont Développeur référence, Le Monde Informatique  et la revue de l'ADELI,,,,,.  Il publie  alors  en 2005 un ouvrage  sur l'état de l'art en estimation des développements Agiles.  

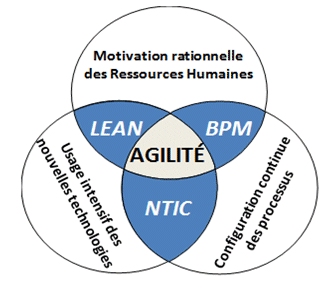
Agilité organisationnelle

En 2007, sa réflexion l'amène à formaliser une architecture d’entreprise Agile privilégiant un  mode de relations humaines de type travail en coopération plutôt qu'en collaboration. Elle propose la mise en œuvre de techniques  - d’anticipation rationnelle - des évolutions appliquées aux trois paramètres déterminants de l'agilité : l'adoption des nouvelles technologies, l'adaptation continue des processus et la motivation rationnelle des ressources humaines. Le Forrester Research, spécialiste du domaine, l'analysera et la considérera dans son rapport, comme l'une (avec SAFe) des deux approches d'adaptation Agile au niveau de l'entreprise. Ces travaux font l'objet de communications et interview en français sur le site de l'association ADELI. Ils sont aussi utilisés dans divers mémoires ou thèses.
En 2008 avec PUMA Essentiel,,, il propose une simplification de l’ensemble Puma dans un Framework de pratiques agiles encapsulant extreme programming et Scrum. Il les complète de pratiques « agilisées » (en particulier, un modèle d’expression des exigences pour les problèmes complexes et un modèle de communication pour les besoins transverses des grandes organisations).

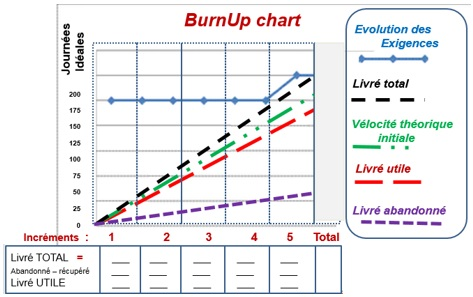
Avancement graphique du projet

Entre 2013 et 2015, confronté à l’absence de technique permettant d’assurer la comptabilité des demandes de modifications en cours de développement "adaptatif". Il en conçoit le principe en fonction des préoccupations d'affichages visuels en temps réel (généralement de type Kanban) des méthodes Agiles. Pour ce faire il introduit les concepts de "livré utile" et de "livré abandonné" dans le graphique d’avancement du projet.

### Informatique Organisation Management
- Agile, Scrum et au-delà, Organisation - Management , QI, 2016.   (ISBN 979-1022746175)
- Méthode Agile, Les meilleures pratiques, Compréhension et mise en œuvre, QI, 2009.   (ISBN 978-2-912-84307-4)
- Estimations et architectures des développements Agiles, Hermes Science Publication, 2005.  (ISBN 978-2-746-21065-3)
- Fréquence Bourse, Éditions Economica, octobre 2005 Éditions Economica, octobre 2005.  (ISBN 2717851348)
- Travail collaboratif sur Internet : Concepts, méthodes et pratiques des plateaux projet, avec Serge-K Levan, Éditions Vuibert, 2004  (ISBN 2-711-74828-6)
- Systèmes d'information et processus Agiles, Hermes Science Publication, 2003.  (ISBN 2-746-20702-8)
- Piloter les projets informatiques de la nouvelle économie, Éditions d'Organisation, 2000.  (ISBN 2-708-12487-0)
- Réingénierie du développement : RAD, CMM, UML, Gartner Group, 1999. (ASIN B000WSOH04)
- Vite fait, bien fait. Le paradigme du futur immédiat, QI, 1998.  (ISBN 2912843022)
- RAD, le développement d'applications client-serveur, MGI, 1994, puis réédité 12-1996, Macmillan  (ISBN 2-744-00222-4)

### Romans
- L'univers du Protectora, Prologue, Éditions Bookelis, septembre 2016.  (ISBN 979-1022726542)
- L'espoir d'une Apocalypse : Protectora Galactica 1, Éditions Bookelis, septembre 2016.  (ISBN 979-1022726290)
- Le Nouvel Ordre des Siècles : Protectora Galactica 2, Éditions Bookelis, septembre 2016.  (ISBN 979-1022726313)
- Les clés du Verseau : Protectora Galactica 3, Éditions Bookelis, septembre 2016.  (ISBN 979-1022726535)